# ناتشو مونريال
ناتشو مونريال (بالإسبانية: Nacho Monreal)‏ (مواليد 26 فبراير 1986 في بنبلونة - إسبانيا) لاعب كرة قدم إسباني سابق. لعب في نهاية مسيرته لصالح نادي ريال سوسيداد بعد أن كان يلعب لصالح نادي ارسنال الإنجليزي منذ 2019 في مركز الظهير الأيسر.

## روابط خارجية
- ناتشو مونريال على موقع الاتحاد الدولي (مؤرشف)  (الإنجليزية)
- ناتشو مونريال على موقع الاتحاد الأوربي (الإنجليزية)
- ناتشو مونريال على موقع قاعدة بيانات كرة القدم.إي يو (الإنجليزية)
- ناتشو مونريال على موقع ليكيب (الفرنسية)
- ناتشو مونريال على موقع ناشيونال فوتبول تيمز (الإنجليزية)
- ناتشو مونريال على موقع Soccerbase.com (لاعب) (الإنجليزية)
- ناتشو مونريال على موقع Soccerway.com (الإنجليزية)
- ناتشو مونريال على موقع عالم كرة القدم.نت (الإنجليزية)
- ناتشو مونريال على موقع AS.com (الإسبانية)